# 폰페이주의 주지사
폰페이주의 주지사는 미크로네시아 연방 폰페이주를 관할하는 주지사이다.

## 역대 주지사 (1979-현재)
| 이름             | 취임            | 퇴임            | 부지사                           | 비고       |
| ---------------- | --------------- | --------------- | -------------------------------- | ---------- |
| 레오 팔캄        | 1979년 5월 1일  | 1983년 5월 1일  | 스트릭 요마                      |            |
| 레시오 모세      | 1983년 5월 1일  | 1992년 1월 13일 | 조니 P. 데이비드                 |            |
| 조니 P. 데이비드 | 1992년 1월 13일 | 1996년 1월 8일  | 빅터 에드윈                      |            |
| 델 S. 판겔리난   | 1996년 1월 8일  | 2000년 1월 10일 | 디온 네스                        |            |
| 조니 P. 데이비드 | 2000년 1월 10일 | 2008년 1월 14일 | 야카나 잭                        | 2번째 임기 |
| 존 에사          | 2008년 1월 14일 | 2015년          | 처칠 B. 에드워드 마르셀로 피터슨 |            |
| 마르셀로 피터슨  | 2015년          |                 | 요셉 사이먼 리드 B. 올리버       |            |